# نيل هارلوك
نيل هارلوك (بالإنجليزية: Neil Harlock) هو لاعب كرة قدم نيوزيلندي في مركز الوسط، ولد في 29 مايو 1975 في نيوزيلندا. شارك مع منتخب نيوزيلندا تحت 20 سنة لكرة القدم ومنتخب نيوزيلندا الأولمبي لكرة القدم ومنتخب نيوزيلندا لكرة القدم. أما مع النوادي، فقد لعب مع وولونغونغ وولفز.

## وصلات خارجية
- نيل هارلوك على موقع الاتحاد الدولي (مؤرشف)  (الإنجليزية)
- نيل هارلوك على موقع قاعدة بيانات كرة القدم.إي يو (الإنجليزية)
- نيل هارلوك على موقع ناشيونال فوتبول تيمز (الإنجليزية)